# Layton (Lancashire)
Layton – dzielnica w Anglii, w Lancashire, w dystrykcie (unitary authority) Blackpool. W 2011 miejscowość liczyła 6845 mieszkańców. Layton jest wspomniana w Domesday Book (1086) jako Latun.